# باول بيج
باول بيج (بالإنجليزية: Paul Page)‏ هو ممثل أمريكي، ولد في 13 مايو 1903 في الولايات المتحدة، وتوفي بنفس المكان في 28 أبريل 1974.

## وصلات خارجية
- باول بيج على موقع IMDb (الإنجليزية)
- باول بيج على موقع ألو سيني (الفرنسية)
- باول بيج على موقع قاعدة بيانات الفيلم (الإنجليزية)